# 范米特
范米特（Van Meter）是位於美國愛奧瓦州達拉斯郡的一個城鎮。據2010年人口普查，范米特有人口1016人。據2014年估計數字，范米特有人口1,133人。范米特的歷史可以追溯至1869年。